# Campionat del Món d'atletisme de 2023

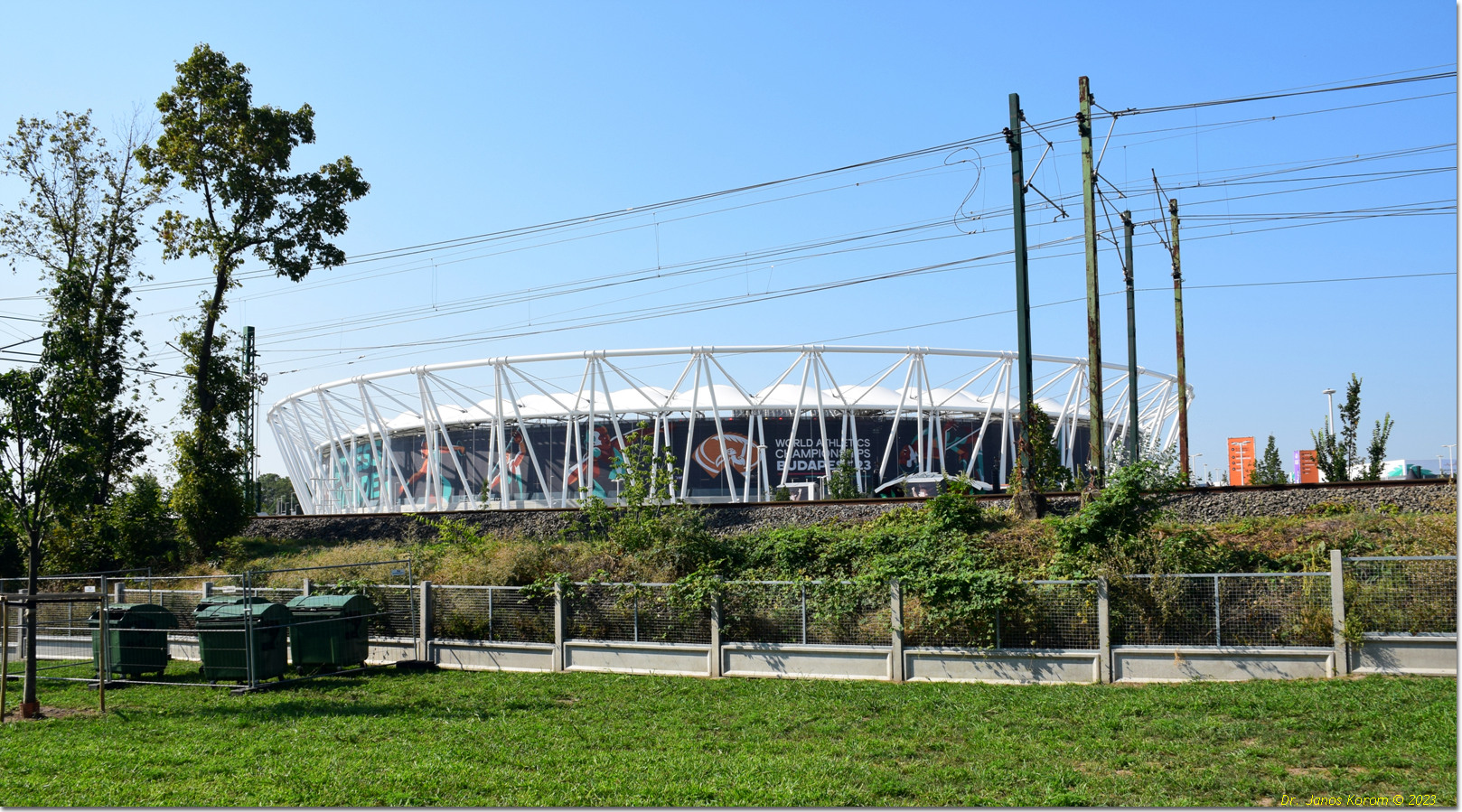
Imatge exterior de les instal·lacions esportives.

El XIX Campionat Mundial d'Atletisme es va celebrar a Budapest (Hongria) entre el 19 i el 27 d'agost de 2023, organitzat per World Athletics i la Federació Hongaresa d'Atletisme.
Totes les competicions es van disputar al Centre Nacional d'Atletisme, excepte les proves de marató i marxa, que es disputaren en un circuit urbà amb sortida i arribada a la Plaça dels Herois de la capital hongaresa.

## Calendari
| P | Preliminar | E | Eliminatòries | C | Classificació | ½ | Semifinals | F | Final |

| Data →                 | Ds 19 | Ds 19 | Dg 20 | Dg 20 | Dg 20 | Dl 21 | Dl 21 | Dm 22 | Dc 23 | Dc 23 | Dj 24 | Dj 24 | Dv 25 | Dv 25 | Ds 26 | Ds 26 | Dg 27 | Dg 27 |
| ---------------------- | ----- | ----- | ----- | ----- | ----- | ----- | ----- | ----- | ----- | ----- | ----- | ----- | ----- | ----- | ----- | ----- | ----- | ----- |
| Prova ↓                | M     | T     | M     | T     | T     | T     | T     | T     | M     | T     | M     | T     | M     | T     | M     | T     | M     | T     |
| 100 m                  | P     | E     |       | ½     | F     |       |       |       |       |       |       |       |       |       |       |       |       |       |
| 200 m                  |       |       |       |       |       |       |       |       | E     |       |       | ½     |       | F     |       |       |       |       |
| 400 m                  |       |       | E     |       |       |       |       | ½     |       |       |       | F     |       |       |       |       |       |       |
| 800 m                  |       |       |       |       |       |       |       | E     |       |       |       | ½     |       |       |       | F     |       |       |
| 1500 m                 |       | E     |       | ½     | ½     |       |       |       |       | F     |       |       |       |       |       |       |       |       |
| 5000 m                 |       |       |       |       |       |       |       |       |       |       |       | E     |       |       |       |       |       | F     |
| 10 000 m               |       |       |       | F     | F     |       |       |       |       |       |       |       |       |       |       |       |       |       |
| Marató                 |       |       |       |       |       |       |       |       |       |       |       |       |       |       |       |       | F     |       |
| 110 m tanques          |       |       | E     |       |       | ½     | F     |       |       |       |       |       |       |       |       |       |       |       |
| 400 m tanques          |       |       | E     |       |       | ½     | ½     |       |       | F     |       |       |       |       |       |       |       |       |
| 3000 m obstacles       | E     |       |       |       |       |       |       | F     |       |       |       |       |       |       |       |       |       |       |
| 4 × 100 m              |       |       |       |       |       |       |       |       |       |       |       |       |       | E     |       | F     |       |       |
| 4 × 400 m              |       |       |       |       |       |       |       |       |       |       |       |       |       |       |       | E     |       | F     |
| 4 × 400 m mixt         | E     | F     |       |       |       |       |       |       |       |       |       |       |       |       |       |       |       |       |
| 20 km marxa            | F     |       |       |       |       |       |       |       |       |       |       |       |       |       |       |       |       |       |
| 35 km marxa            |       |       |       |       |       |       |       |       |       |       | F     |       |       |       |       |       |       |       |
| Salt de llargada       |       |       |       |       |       |       |       |       | C     |       |       | F     |       |       |       |       |       |       |
| Triple salt            |       | C     |       |       |       | F     | F     |       |       |       |       |       |       |       |       |       |       |       |
| Salt d'alçada          |       |       | C     |       |       |       |       | F     |       |       |       |       |       |       |       |       |       |       |
| Salt de perxa          |       |       |       |       |       |       |       |       | C     |       |       |       |       |       |       | F     |       |       |
| Llançament de Pes      | C     | F     |       |       |       |       |       |       |       |       |       |       |       |       |       |       |       |       |
| Llançament de Disc     |       | C     |       |       |       | F     | F     |       |       |       |       |       |       |       |       |       |       |       |
| Llançament de Martell  | C     |       |       | F     | F     |       |       |       |       |       |       |       |       |       |       |       |       |       |
| Llançament de Javelina |       |       |       |       |       |       |       |       |       |       |       |       | C     |       |       |       |       | F     |
| Decatló                |       |       |       |       |       |       |       |       |       |       |       |       | F     | F     | F     | F     |       |       |

| Data →                 | Ds 19 | Ds 19 | Dg 20 | Dg 20 | Dl 21 | Dl 21 | Dm 22 | Dc 23 | Dc 23 | Dj 24 | Dj 24 | Dv 25 | Dv 25 | Ds 26 | Ds 26 | Dg 27 | Dg 27 |
| ---------------------- | ----- | ----- | ----- | ----- | ----- | ----- | ----- | ----- | ----- | ----- | ----- | ----- | ----- | ----- | ----- | ----- | ----- |
| Prova ↓                | M     | T     | M     | T     | T     | T     | T     | M     | T     | M     | T     | M     | T     | M     | T     | M     | T     |
| 100 m                  |       |       | E     |       | ½     | F     |       |       |       |       |       |       |       |       |       |       |       |
| 200 m                  |       |       |       |       |       |       |       | E     |       |       | ½     |       | F     |       |       |       |       |
| 400 m                  |       |       | E     |       | ½     | ½     |       |       | F     |       |       |       |       |       |       |       |       |
| 800 m                  |       |       |       |       |       |       |       | E     |       |       |       |       | ½     |       |       |       | F     |
| 1500 m                 | E     |       |       | ½     |       |       | F     |       |       |       |       |       |       |       |       |       |       |
| 5000 m                 |       |       |       |       |       |       |       | E     |       |       |       |       |       |       | F     |       |       |
| 10 000 m               |       | F     |       |       |       |       |       |       |       |       |       |       |       |       |       |       |       |
| Marató                 |       |       |       |       |       |       |       |       |       |       |       |       |       | F     |       |       |       |
| 100 m tanques          |       |       |       |       |       |       | E     |       | ½     |       | F     |       |       |       |       |       |       |
| 400 m tanques          |       |       |       |       | E     | E     | ½     |       |       |       | F     |       |       |       |       |       |       |
| 3000 m obstacles       |       |       |       |       |       |       |       |       | E     |       |       |       |       |       |       |       | F     |
| 4 × 100 m              |       |       |       |       |       |       |       |       |       |       |       |       | E     |       | F     |       |       |
| 4 × 400 m              |       |       |       |       |       |       |       |       |       |       |       |       |       |       | E     |       | F     |
| 4 × 400 m mixt         | E     | F     |       |       |       |       |       |       |       |       |       |       |       |       |       |       |       |
| 20 km marxa            |       |       | F     |       |       |       |       |       |       |       |       |       |       |       |       |       |       |
| 35 km marxa            |       |       |       |       |       |       |       |       |       | F     |       |       |       |       |       |       |       |
| Salt de llargada       | C     |       |       | F     |       |       |       |       |       |       |       |       |       |       |       |       |       |
| Triple salt            |       |       |       |       |       |       |       |       | C     |       |       |       | F     |       |       |       |       |
| Salt d'alçada          |       |       |       |       |       |       |       |       |       |       |       | C     |       |       |       |       | F     |
| Salt de perxa          |       |       |       |       | C     | C     |       |       | F     |       |       |       |       |       |       |       |       |
| Llançament de Pes      |       |       |       |       |       |       |       |       |       |       |       |       |       | C     | F     |       |       |
| Llançament de Disc     |       |       | C     |       |       |       | F     |       |       |       |       |       |       |       |       |       |       |
| Llançament de Martell  |       |       |       |       |       |       |       |       | C     |       | F     |       |       |       |       |       |       |
| Llançament de Javelina |       |       |       |       |       |       |       | C     |       |       |       |       | F     |       |       |       |       |
| Heptatló               | F     | F     | F     | F     |       |       |       |       |       |       |       |       |       |       |       |       |       |

## Resultats

### Masculí
| Proves                         | Or                                                                                     | Plata                                                                            | Bronze                                                                                  |
| 100 m (20.08)                  | Noah Lyles · Estats Units · 9.83                                                       | Letsile Tebogo · Botswana · 9.88                                                 | Zharnel Hughes · Regne Unit · 9.88                                                      |
| 200 m (25.08)                  | Noah Lyles · Estats Units · 19.52                                                      | Erriyon Knighton · Estats Units · 19.75                                          | Letsile Tebogo · Botswana · 19.81                                                       |
| 400 m (24.08)                  | Antonio Watson · Jamaica · 44.22                                                       | Matthew Hudson-Smith · Regne Unit · 44.31                                        | Quincy Hall · Estats Units · 44.37                                                      |
| 800 m (26.08)                  | Marco Arop · Canadà · 1:44.24                                                          | Emmanuel Wanyonyi · Kenya · 1:44.53                                              | Ben Pattison · Regne Unit · 1.44.83                                                     |
| 1.500 m (23.08)                | Josh Kerr · Regne Unit · 3:29.38                                                       | Jakob Ingebrigtsen · Noruega · 3:29.65                                           | Narve Gilje Nordås · Noruega · 3:29.68                                                  |
| 5.000 m (27.08)                | Jakob Ingebrigtsen · Noruega · 13:11.30                                                | Mohamed Katir · Espanya · 13:11.44                                               | Jacob Krop · Kenya · 13:12.28                                                           |
| 10.000 m (20.08)               | Joshua Cheptegei · Uganda · 27:51.42                                                   | Daniel Ebenyo · Kenya · 27:52.60                                                 | Selemon Barega · Etiòpia · 27:52.72                                                     |
| Marató (27.08)                 | Victor Kiplangat · Uganda · 2:08:53                                                    | Maru Teferi · Israel · 2:09:12                                                   | Leul Gebresilase · Etiòpia · 2:09:19                                                    |
| 110 m tanques (21.08)          | Grant Holloway · Estats Units · 12.96                                                  | Hansle Parchment · Jamaica · 13.07                                               | Daniel Roberts · Estats Units · 13.09                                                   |
| 400 m tanques (23.08)          | Karsten Warholm · Noruega · 46.89                                                      | Kyron McMaster · Illes Verges Britàniques · 47.34                                | Rai Benjamin · Estats Units · 47.56                                                     |
| 3.000 m obstacles (22.08)      | Sufián El Bakkali · Marroc · 8:03.53                                                   | Lamecha Girma · Etiòpia · 8:05.44                                                | Abraham Kibiwot · Kenya · 8:11.98                                                       |
| 20 km marxa (19.08)            | Álvaro Martín · Espanya · 1:17:32                                                      | Perseus Karlström · Suècia · 1:17:39                                             | Caio Bonfim · Brasil · 1:17:47                                                          |
| 35 km marxa (24.08)            | Álvaro Martín · Espanya · 2:24:30                                                      | Daniel Pintado · Equador · 2:24:34                                               | Masatora Kawano · Japó · 2:25:12                                                        |
| Salt d'alçada (22.08)          | Gianmarco Tamberi · Itàlia · 2.36 m                                                    | JuVaughn Harrison · Estats Units · 2.36 m                                        | Mutaz Essa Barshim · Qatar · 2.33 m                                                     |
| Salt de perxa (26.08)          | Armand Duplantis · Estats Units · 6.10 m                                               | Ernest John Obiena · Filipines · 6.00 m                                          | Kurtis Marschall · Austràlia · Christopher Nilsen · Estats Units · 5.95 m               |
| Salt de llargada (24.08)       | Miltiadis Tentoglu · Grècia · 8.52                                                     | Wayne Pinnock · Jamaica · 8.50                                                   | Tajay Gayle · Jamaica · 8.27                                                            |
| Triple salt (21.08)            | Hugues Fabrice Zango · Burkina Faso · 17.64                                            | Lázaro Martínez Santray · Cuba · 17.41                                           | Cristian Nápoles · Cuba · 17.40                                                         |
| Llançament de pes (19.08)      | Ryan Crouser · Estats Units · 23.51                                                    | Leonardo Fabbri · Itàlia · 22.34                                                 | Joe Kovacs · Estats Units · 22.12                                                       |
| Llançament de disc (21.08)     | Daniel Ståhl · Suècia · 71.46                                                          | Kristjan Čeh · Eslovènia · 70.02                                                 | Mykolas Alekna · Lituània · 68.85                                                       |
| Llançament de martell (20.08)  | Ethan Katzberg · Canadà · 81.25                                                        | Wojciech Nowicki · Polònia · 81.02                                               | Bence Halász · Hongria · 80.82                                                          |
| Llançament de javelina (27.08) | Neeraj Chopra · Índia · 88.17                                                          | Arshad Nadeem · Pakistan · 87.82                                                 | Jakub Vadlejch · Txèquia · 86.67                                                        |
| Decatló (26.08)                | Pierce Lepage · Canadà · 8909                                                          | Damian Warner · Canadà · 8804                                                    | Lindon Victor · Grenada · 8756                                                          |
| 4 x 100 m (26.08)              | Estats Units · Christian Coleman · Fred Kerley · Brandon Carnes · Noah Lyles · 37.38   | Itàlia · Roberto Rigali · Marcell Jacobs · Lorenzo Patta · Filippo Tortu · 37.62 | Jamaica · Ackeem Blake · Oblique Seville · Ryiem Forde · Rohan Watson · 37.76           |
| 4 x 400 m (27.08)              | Estats Units · Quincy Hall · Vernon Norwood · Justin Robinson · Rai Benjamin · 2:57.31 | França · Ludvy Vaillant · Gilles Biron · David Sombe · Téo Andant · 2:58.45      | Regne Unit · Alex Haydock-Wilson · Charles Dobson · Lewis Davey · Rio Mitcham · 2:58.71 |

### Femení
| Proves                         | Or                                                                                             | Plata                                                                                              | Bronze                                                                              |
| 100 m (21.08)                  | Sha'Carri Richardson · Estats Units · 10.65                                                    | Shericka Jackson · Jamaica · 10.72                                                                 | Shelly-Ann Fraser-Pryce · Jamaica · 10.77                                           |
| 200 m (25.08)                  | Shericka Jackson · Jamaica · 21.41                                                             | Gabrielle Thomas · Estats Units · 21.81                                                            | Sha'Carri Richardson · Estats Units · 21.92                                         |
| 400 m (23.08)                  | Marileidy Paulino · República Dominicana · 48.76                                               | Natalia Kaczmarek · Polònia · 49.57                                                                | Sada Williams · Barbados · 49.60                                                    |
| 800 m (27.08)                  | Mary Moraa · Kenya · 1:56.03                                                                   | Keely Hodgkinson · Regne Unit · 1:56.34                                                            | Athing Mu · Estats Units · 1:56.61                                                  |
| 1.500 m (22.08)                | Faith Kipyegon · Kenya · 3:54.87                                                               | Diribe Welteji · Etiòpia · 3:55.69                                                                 | Sifan Hassan · Països Baixos · 3:56.00                                              |
| 5.000 m (26.08)                | Faith Kipyegon · Kenya · 14:53.88                                                              | Sifan Hassan · Països Baixos · 14:54.11                                                            | Beatrice Chebet · Kenya · 14:54.33                                                  |
| 10.000 m (19.08)               | Gudaf Tsegay · Etiòpia · 31:27,18                                                              | Letesenbet Gidey · Etiòpia · 31:28,16                                                              | Ejgayehu Taye · Etiòpia · 31:28,31                                                  |
| Marató (26.08)                 | Amane Shankule · Etiòpia · 2:24:23                                                             | Gotytom Gebreslase · Etiòpia · 2:24:34                                                             | Fatima Gardadi · Marroc · 2:25:17                                                   |
| 100 m tanques (24.08)          | Danielle Williams · Jamaica · 12,43                                                            | Jasmine Camacho-Quinn · Puerto Rico · 12,44                                                        | Kendra Harrison · Estats Units · 12,46                                              |
| 400 m tanques (24.08)          | Femke Bol · Països Baixos · 51,70                                                              | Shamier Little · Estats Units · 52,80                                                              | Rushell Clayton · Jamaica · 52,81                                                   |
| 3000 m obstacles (27.08)       | Winfred Mutile Yavi · Bahrain · 8:54.29                                                        | Beatrice Chepkoech · Kenya · 8:58.98                                                               | Faith Cherotich · Kenya · 9:00.69                                                   |
| 20 km marxa (20.08)            | María Pérez · Espanya · 1:26:51                                                                | Jemima Montag · Austràlia · 1:27:16                                                                | Antonella Palmisano · Itàlia · 1:27:26                                              |
| 35 km marxa (24.08)            | María Pérez · Espanya · 2:38:40                                                                | Kimberly García · Perú · 2:40:52                                                                   | Antigoni Drisbioti · Grècia · 2:43:22                                               |
| Salt d'alçada (27.08)          | Yaroslava Mahuchikh · Ucraïna · 2.01                                                           | Eleanor Patterson · Austràlia · 1.99                                                               | Nicola Olyslagers · Austràlia · 1.99                                                |
| Salt de perxa (23.08)          | Katie Moon · Estats Units · Nina Kennedy · Austràlia · 4.90                                    | —                                                                                                  | Wilma Murto · Finlàndia · 4.80                                                      |
| Salt de llargada (20.08)       | Ivana Vuleta · Sèrbia · 7.14                                                                   | Tara Davis-Woodhall · Estats Units · 6.91                                                          | Alina Rotaru-Kottmann · Romania · 6.88                                              |
| Triple salt (25.08)            | Yulimar Rojas · Veneçuela · 15.08                                                              | Maryna Bekh-Romanchuk · Ucraïna · 15.00                                                            | Leyanis Pérez · Cuba · 14.96                                                        |
| Llançament de pes (26.08)      | Chase Ealey · Estats Units · 20.43                                                             | Sarah Mitton · Canadà · 20.08                                                                      | Lijiao Gong · R.P. de la Xina · 19.69                                               |
| Llançament de disc (22.08)     | Laulauga Tausaga · Estats Units · 69.49                                                        | Valarie Allman · Estats Units · 69.23                                                              | Feng Bin · R.P. de la Xina · 68.20                                                  |
| Llançament de martell (24.08)  | Camryn Rogers · Canadà · 77.22                                                                 | Janee' Kassanavoid · Estats Units · 76.36                                                          | DeAnna Price · Estats Units · 75.41                                                 |
| Llançament de javelina (25.08) | Haruka Kitaguchi · Japó · 66.73                                                                | Flor Ruiz · Colòmbia · 65.47                                                                       | MacKenzie Little · Austràlia · 63.38                                                |
| Heptatló (20.08)               | Katarina Johnson-Thompson · Regne Unit · 6740 pts.                                             | Anna Hall · Estats Units · 6720 pts.                                                               | Anouk Vetter · Països Baixos · 6501 pts.                                            |
| 4 x 100 m (26.08)              | Estats Units · Tamara Davis · Twanisha Terry · Gabrielle Thomas · Sha'Carri Richardson · 41.03 | Jamaica · Natasha Morrison · Shelly-Ann Fraser-Pryce · Shashalee Forbes · Shericka Jackson · 41.21 | Regne Unit · Asha Philip · Imani Lansiquot · Bianca Williams · Daryll Neita · 41.97 |
| 4 x 400 m (27.08)              | Països Baixos · Eveline Saalberg · Lieke Klaver · Cathelijn Peeters · Femke Bol · 3:20.72      | Jamaica · Candice McLeod · Janieve Russell · Nickisha Pryce · Stacey Ann Williams · 3:20.88        | Regne Unit · Laviai Nielsen · Amber Anning · Ama Pipi · Nicole Yeargin · 3:21.04    |

### Mixt
| Proves            | Or                                                                                           | Plata                                                                         | Bronze                                                                             |
| 4 x 400 m (19.08) | Estats Units · Justin Robinson · Rosey Effiong · Matthew Boling · Alexis Holmes · 3:08,80 RM | Regne Unit · Lewis Davey · Laviai Nielsen · Rio Mitcham · Mary John · 3:11,06 | Txèquia · Matěj Krsek · Tereza Petržilková · Patrik Šorm · Lada Vondrová · 3:11,98 |

## Medaller
| Pos. | País                     | Or | Plata | Bronze | Total |
| 1    | Estats Units             | 12 | 8     | 9      | 29    |
| 2    | Canadà                   | 4  | 2     | 0      | 6     |
| 3    | Espanya                  | 4  | 1     | 0      | 5     |
| 4    | Jamaica                  | 3  | 5     | 4      | 12    |
| 5    | Kenya                    | 3  | 3     | 4      | 10    |
| 6    | Etiòpia                  | 2  | 4     | 3      | 9     |
| 7    | Regne Unit               | 2  | 3     | 5      | 10    |
| 8    | Països Baixos            | 2  | 1     | 2      | 5     |
| 9    | Noruega                  | 2  | 1     | 1      | 4     |
| 10   | Suècia                   | 2  | 1     | 0      | 3     |
| 11   | Uganda                   | 2  | 0     | 0      | 2     |
| 12   | Austràlia                | 1  | 2     | 3      | 6     |
| 13   | Itàlia                   | 1  | 2     | 1      | 4     |
| 14   | Ucraïna                  | 1  | 1     | 0      | 2     |
| 15   | Grècia                   | 1  | 0     | 1      | 2     |
| 15   | Japó                     | 1  | 0     | 1      | 2     |
| 15   | Marroc                   | 1  | 0     | 1      | 2     |
| 18   | Bahrain                  | 1  | 0     | 0      | 1     |
| 18   | Burkina Faso             | 1  | 0     | 0      | 1     |
| 18   | República Dominicana     | 1  | 0     | 0      | 1     |
| 18   | Índia                    | 1  | 0     | 0      | 1     |
| 18   | Sèrbia                   | 1  | 0     | 0      | 1     |
| 18   | Veneçuela                | 1  | 0     | 0      | 1     |
| 24   | Polònia                  | 0  | 2     | 0      | 2     |
| 25   | Cuba                     | 0  | 1     | 2      | 3     |
| 26   | Botswana                 | 0  | 1     | 1      | 2     |
| 27   | Colòmbia                 | 0  | 1     | 0      | 1     |
| 27   | Equador                  | 0  | 1     | 0      | 1     |
| 27   | Eslovènia                | 0  | 1     | 0      | 1     |
| 27   | França                   | 0  | 1     | 0      | 1     |
| 27   | Illes Verges Britàniques | 0  | 1     | 0      | 1     |
| 27   | Israel                   | 0  | 1     | 0      | 1     |
| 27   | Pakistan                 | 0  | 1     | 0      | 1     |
| 27   | Perú                     | 0  | 1     | 0      | 1     |
| 27   | Filipines                | 0  | 1     | 0      | 1     |
| 27   | Puerto Rico              | 0  | 1     | 0      | 1     |
| 37   | R.P. de la Xina          | 0  | 0     | 2      | 2     |
| 37   | Txèquia                  | 0  | 0     | 2      | 2     |
| 39   | Barbados                 | 0  | 0     | 1      | 1     |
| 39   | Brasil                   | 0  | 0     | 1      | 1     |
| 39   | Finlàndia                | 0  | 0     | 1      | 1     |
| 34   | Grenada                  | 0  | 0     | 1      | 1     |
| 39   | Hongria                  | 0  | 0     | 1      | 1     |
| 39   | Lituània                 | 0  | 0     | 1      | 1     |
| 39   | Qatar                    | 0  | 0     | 1      | 1     |
| 39   | Romania                  | 0  | 0     | 1      | 1     |
|      | TOTAL                    | 50 | 48    | 50     | 148   |